# Celastrina argrophontes
Celastrina argrophontes är en fjärilsart som beskrevs av Johann Andreas Benignus Bergsträsser 1779. Celastrina argrophontes ingår i släktet Celastrina och familjen juvelvingar. Inga underarter finns listade i Catalogue of Life.